# Ville-sur-Tourbe
Ville-sur-Tourbe je francouzská obec v departementu Marne v regionu Grand Est. V roce 2010 zde žilo 218 obyvatel.

## Vývoj počtu obyvatel
Počet obyvatel